# Björn Bregy
Björn Bregy, né le 30 octobre 1974 à Sion en Suisse, est un champion du monde de kickboxing.

## Titres
- 2007 K-1 World Grand Prix in Amsterdam Runner Up
- 2006 K-1 World Grand Prix in Amsterdam Champion
- 2005 K-1 Scandinavia Grand Prix Champion
- 2003 K-1 World Grand Prix in Basel Runner Up
- WKA European Heavyweight Champion
- World Champion Yoseikan - budo

## Palmarès
(mai 2016).
| 35 Victoires (29 (T)KOs, 5 Decisions), 18 Défaites, |          |                   |                                                           |                             |       |      |
| Date                                                | Résultat | Contre            | Event                                                     | Méthode                     | Round | Time |
| 17/04/2010                                          | Win      | Wendell Roche     | It's Showtime 2010 Budapest, Budapest, Hungary            | Decision                    | 3     | 3:00 |
| 29/08/2009                                          | Loss     | Attila Karacs     | It's Showtime 2009 Budapest, Budapest, Hungary            | Decision (Unanimous)        | 3     | 3:00 |
| 16/05/2009                                          | Loss     | Ashwin Balrak     | It's Showtime 2009 Amsterdam, Amsterdam, Netherlands      | Ext. R Decision (Unanimous) | 4     | 3:00 |
| 10/05/2008                                          | Loss     | Alexey Ignashov   | K.O. Events "Tough is not Enough", Rotterdam, Netherlands | Decision (Unanimous)        | 3     | 3:00 |
| 06/06/2008                                          | Loss     | Daniel Ghiţă      | Local Kombat 30, Timişoara, Roumanie                      | Decision (Unanimous)        | 3     | 3:00 |
| 05/24/2008                                          | Win      | Andre Janssens    | Gentleman Promotions Fightnight, Tilburg, Netherlands     | TKO (Low kicks)             | 2     |      |
| 04/26/2008                                          | Loss     | Errol Zimmerman   | K-1 World GP 2008 in Amsterdam, Netherlands               | KO (Punches)                | 3     | 2:59 |
| 04/26/2008                                          | Win      | Jan Nortje        | K-1 World GP 2008 in Amsterdam, Netherlands               | KO (Punches)                | 1     | 1:10 |
| 02/09/2008                                          | Win      | Paula Mataele     | K-1 World GP 2008 in Budapest, Hungary                    | KO (Punches)                | 2     | 1:12 |
| 08/11/2007                                          | Win      | Ray Sefo          | K-1 World GP 2007 in Las Vegas, USA                       | Decision (Split)            | 3     | 3:00 |
| 06/23/2007                                          | Loss     | Paul Slowinski    | K-1 World Grand Prix 2007 in Amsterdam, Netherlands       | KO (Right hook)             | 2     | 2:25 |
| 06/23/2007                                          | Win      | Magomed Magomedov | K-1 World Grand Prix 2007 in Amsterdam, Netherlands       | KO                          | 2     | 2:12 |
| 06/23/2007                                          | Win      | Brecht Wallis     | K-1 World Grand Prix 2007 in Amsterdam, Netherlands       | Decision (Unanimous)        | 3     | 3:00 |
| 04/07/2007                                          | Loss     | Aziz Jahjah       | Balans Fight Night, Netherlands                           | TKO (Doctor stoppage)       |       |      |
| 09/30/2006                                          | Loss     | Semmy Schilt      | K-1 World Grand Prix 2006 in Osaka Opening Round, Japan   | KO (Left punch)             | 1     | 2:11 |
| 07/30/2006                                          | Win      | Tsuyoshi Nakasako | K-1 World Grand Prix 2006 in Sapporo, Japan               | KO (Right hook)             | 1     | 2:35 |
| 06/03/2006                                          | Loss     | Mitat Tahirsylai  | Night of Revenge, Luzern, Switzerland                     | KO (Right hook)             | 1     |      |
| 05/13/2006                                          | Win      | Gökhan Saki       | K-1 World Grand Prix 2006 in Amsterdam, Netherlands       | KO (Left Hook)              | 1     | 1:44 |
| 05/13/2006                                          | Win      | Naoufal Benazzouz | K-1 World Grand Prix 2006 in Amsterdam, Netherlands       | KO                          | 2     | 1:40 |
| 05/13/2006                                          | Win      | Freddy Kemayo     | K-1 World Grand Prix 2006 in Amsterdam, Netherlands       | KO                          | 3     | 1:10 |
| 02/17/2006                                          | NC       | Alexander Ustinov | K-1 European League 2006 in Bratislava, Slovakia          | No contest                  |       |      |
| 12/18/2005                                          | Win      | Alben Belinski    | Local Kombat 18 "Revanşa"                                 | Decision                    | 3     | 3:00 |
| 12/10/2005                                          | Loss     | Ashwin Balrak     | Fights at the Border IV, Belgium                          | Decision                    | 3     | 3:00 |
| 09/24/2005                                          | Win      | Evgeny Orlov      | Fight Night in Winterthur, Switzerland                    | KO                          | 1     |      |
| 05/21/2005                                          | Win      | Gary Turner       | K-1 Scandinavia Grand Prix 2005, Sweden                   | Decision (Unanimous)        | 3     | 3:00 |
| 05/21/2005                                          | Win      | Denis Grigoriev   | K-1 Scandinavia Grand Prix 2005, Sweden                   | TKO                         |       |      |
| 05/21/2005                                          | Win      | Pavel Majer       | K-1 Scandinavia Grand Prix 2005, Sweden                   | TKO                         |       |      |
| 04/16/2005                                          | Loss     | Alexander Ustinov | K-1 Italy 2005 Oktagon, Milano, Italy                     | TKO (Doctor stoppage)       | 1     | 3:00 |
| 03/26/2005                                          | Win      | Brecht Wallis     | Gala in Barneveld, Netherlands                            | TKO (Doctor stoppage)       |       |      |
| 02/13/2005                                          | Win      | Alexey Ignashov   | Mix Fight Gala, Alkmaar, Netherlands                      | TKO (Knee injury)           | 3     | 3:00 |
| 12/11/2004                                          | Win      | Freddy Kemayo     | Fights at the Border III, Lommel, Belgium                 | KO                          |       |      |
| 11/07/2004                                          | Win      | Gurhan Degirmenci | Deventer, Netherlands                                     | TKO                         |       |      |
| 09/25/2004                                          | Loss     | Azem Maksutaj     | Fists of Fury 4, Zurich, Switzerland                      | KO                          | 2     |      |
| 05/22/2004                                          | Win      | Mitat Tahirsylai  | SuperLeague Switzerland 2004, Winterthur, Switzerland     | TKO (Corner stoppage)       | 2     |      |
| 04/08/2004                                          | Win      | Mladen Brestovac  | Heaven or Hell, Prague, Czech Republic                    | KO                          |       |      |
| 12/06/2003                                          | Loss     | Carter Williams   | K-1 World Grand Prix 2003, Japan                          | TKO (Three knockdowns)      | 2     | 2:50 |
| 10/11/2003                                          | Win      | Michael McDonald  | K-1 World Grand Prix 2003 Final Elimination, Japan        | KO (Knee strike)            | 1     | 2:50 |
| 05/30/2003                                          | Loss     | Jerrel Venetiaan  | K-1 World Grand Prix 2003 in Basel, Switzerland           | Decision                    | 3     | 3:00 |
| 05/30/2003                                          | Win      | Gary Turner       | K-1 World Grand Prix 2003 in Basel, Switzerland           | Decision                    | 3     | 3:00 |
| 05/30/2003                                          | Win      | Donovan Luff      | K-1 World Grand Prix 2003 in Basel, Switzerland           | TKO                         | 1     |      |
| 03/30/2003                                          | Loss     | Remy Bonjasky     | K-1 World Grand Prix 2003 in Saitama, Japan               | TKO (Corner stoppage)       | 3     | 1:29 |
| 01/11/2003                                          | Win      | Satari            | A Night to Remember, Hilversum, Netherlands               | TKO (Low kicks)             | 2     |      |
| 05/25/2002                                          | Loss     | Alexey Ignashov   | K-1 World Grand Prix 2002 in Paris, France                | KO (Kicks)                  | 5     | 2:12 |
| 07/20/2001                                          | Loss     | Lloyd van Dams    | K-1 World Grand Prix 2001 in Nagoya, Japan                | Decision                    | 3     | 3:00 |
| 09/01/2000                                          | Loss     | Drazo Orduri      | K-1 Grand Prix Europe 2000, Zagreb, Croatia               | KO (Punch)                  | 1     |      |
| 06/03/2000                                          | Win      | Reinhard Ulz      | K-1 Fight Night 2000, Zurich, Switzerland                 | KO                          | 2     |      |